# 古田與一郎
古田 與一郎（ふるた よいちろう、1871年3月8日〈明治4年1月18日〉 - 没年不明）は、日本の実業家、政治家。鳩慶社銀行、中野温泉各取締役。長野県下高井郡中野町長。族籍は長野県平民。

## 人物
長野県平民・古田多吉の長男。1905年、家督を相続する。住所は長野県下高井郡中野町（現・中野市）。

## 家族・親族
古田家
- 父・多吉[2]
- 母・ハル（1855年 - ?、新潟士族、江原長吉の妹）[2]
- 妻[2]
- 子[2]

親戚
- 妹の夫・青木賢一郎（長野県会議員）